# Maratus volans
Maratus volans é uma espécie da família das aranhas-saltadoras (Salticidae), pertencente ao gênero Maratus (aranhas-pavão). Essas aranhas são nativas de certas áreas da Austrália e ocorrem em uma ampla variedade de habitats. Possuem um sistema visual especializado que lhes permite ver todo o espectro visível, bem como na faixa UV; isso os ajuda a detectar e perseguir presas. Os machos desta espécie são reconhecidos por suas abas coloridas do abdômen que são usadas para atrair as fêmeas durante o cortejo.

## Descrição
A espécie mede de comprimento entre 4–5 mm (sendo a fêmea ligeiramente maior) ambos são castanhos, mas o macho tem um abdômen com cores brilhantes e vibrantes que é levantado para impressionar as fêmeas na hora do acasalamento, enquanto a fêmea tem uma cor mórbida que a ajuda na camuflagem. Os dois são ágeis e bons caçadores. Seu habitat é a vegetação rasteira.

## Distribuição
A espécie limita-se a alguns locais da Austrália (Nova Gales, Tasmânia, Austrália Ocidental e Território da Capital Australiana) sendo quase impossível de ser achada por causa de seu tamanho e local onde vive, tendo só 8 espécimes identificadas até hoje.

## Acasalamento
O macho eleva seu abdômen mostrando cores chamativas (que lembram a de um pavão, daí o nome popular) e também um terceiro par de pernas (que durante a dança serão levantadas para impressionar a fêmea), caso a fêmea não esteja interessada tentara atacá-lo e se alimentar dele, isso também acontece depois do acasalamento.

## Origem do nome
A origem da palavra volans significa voando, porque no primeiro estudo diziam que usavam as [abas] para voar, isso foi posteriormente desmascarado no futuro.